# 加茲希爾 (密蘇里州)
加茲希爾（英語：Gads Hill）是位於美國密蘇里州韋恩縣的非建制地區。

## 歷史
加茲希爾的郵局於1872年至1874年、1879年至1887年、1906年至1915年、1924年至1940年間四度設立和停運。

## 地理
加茲希爾所處的海拔為高於海平面257米（即843英呎），而該地所採用的時區為UTC-6，即北美中部時區（CST）。同時該地設有夏令時間，為UTC-6調快一小時，即UTC-5（CDT）。